# 音楽寺 (江南市)
音楽寺（おんがくじ）は、愛知県江南市にある浄土宗西山派の寺院。山号は琴聲山。別名は「あじさい寺」。本尊は木造薬師如来座像。
境内には15種類1,200本の紫陽花があり、毎年6月には「あじさいまつり」が開催される。
16体の円空仏がある。

## 歴史
寺伝によれば、元暦元年（1184年）、源詠法師の創建で、当初は大乗院と称したが、元応元年（1319年）に音楽寺に改めたという。
大乗院は飛鳥時代の人物で、壬申の乱に軍功のあった村国男依所縁の寺院と伝える。境内周辺からは奈良時代末期～平安時代初期にかけての布目瓦、風招などが出土しており、その頃にこの地に前身寺院の存在したことは認められる。
中興開山の六世映誉和尚が元禄2年（1689年）に金聲山音楽寺と称し、二十一世輝道和尚が大正時代に琴聲山と改めた。

## 文化財

### 江南市指定文化財
- 円空仏薬師如来像
- 円空仏日光菩薩像、月光菩薩像
- 円空仏十二神将像（戌神を除く11体）
- 円空仏護法善神像
- 円空仏荒神像

以上の円空仏計16体は、1968年（昭和43年）12月に江南市の文化財に指定された。他の市指定文化財（木造薬師如来座像、熱田社の刀）や瓦などの出土品と共に、境内に建つ白壁土蔵造りの村久野区歴史資料館「村国の郷」で保管・展示されている。
円空は延宝4年（1676年）頃、音楽寺に立ち寄り円空仏を彫ったという。年輪年代法により、この円空仏が寛文11年（1671年）に伐採されたヒノキと判明している。
- 木造薬師如来座像

## 所在地
愛知県江南市村久野町寺町

## 交通機関
- 名古屋鉄道犬山線江南駅より名鉄バス「江南厚生病院」行き、「音楽寺」バス停下車徒歩1分